# Emunot vedeot
Emunot vedeot, hebreiska אמונות ודעות ('Trosuppfattningar och åsikter'), är ett berömt rabbinskt verk författad av Saadja ben Josef, även känd som Saadia Gaon. Ursprungligen författad på arabiska كتاب الأمانات والإعتقادات
Kitāb ul-ʾamānāt wal-iʿtiqādāt. Verket räknas som den första filosofiska och systematiska sammanställningen av judendomens tros- och livsåskådning. Den sammanställdes 933.